# Gaucelmus
Gaucelmus is een spinnengeslacht uit de familie holenspinnen (Nesticidae).

## Soorten
- Gaucelmus augustinus Keyserling, 1884
- Gaucelmus calidus Gertsch, 1971
- Gaucelmus cavernicola (Petrunkevitch, 1910)
- Gaucelmus pygmaeus Gertsch, 1984
- Gaucelmus strinatii Brignoli, 1979
- Gaucelmus tropicus Gertsch, 1984